# Joachim Lemelsen

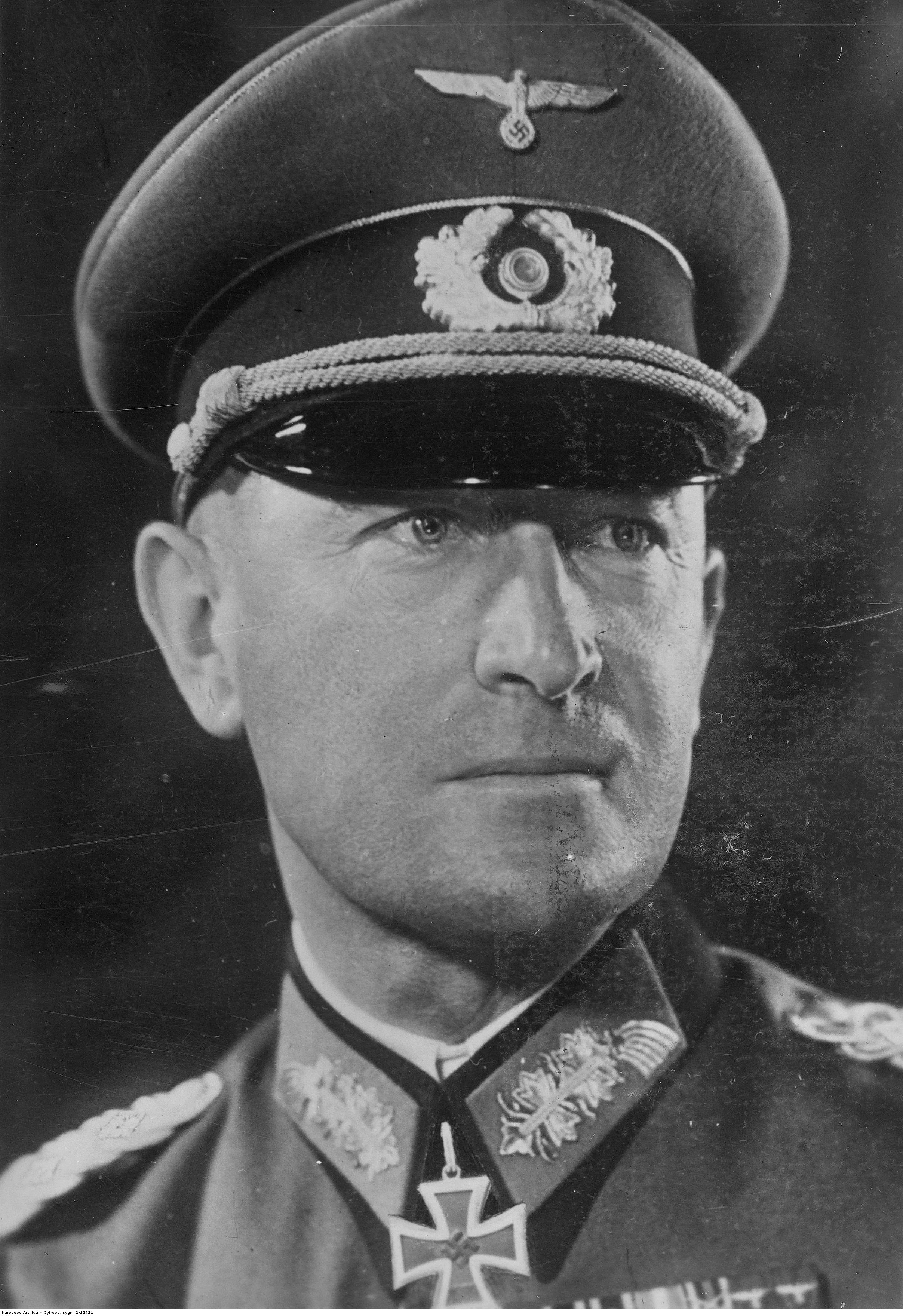
General der Panzertruppe Joachim Lemelsen (1941).

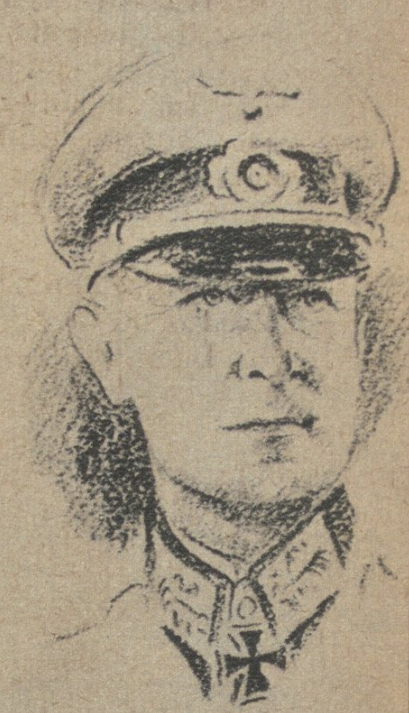
Lemelsen in der Propaganda-Zeitschrift Unser Heer (1943)

Joachim Lemelsen (* 26. September 1888 in Berlin; † 30. März 1954 in Göttingen) war ein deutscher General der Panzertruppe und Oberbefehlshaber der deutschen 14. Armee im Zweiten Weltkrieg.

## Leben

### Frühe Karriere
Lemelsen trat am 1. Juli 1907 als Fahnenjunker in das Altmärkische Feldartillerie-Regiment Nr. 40 ein und wurde am 19. November 1908 zum Leutnant befördert. Mit Ausbruch des Ersten Weltkrieges kam er mit seinem Regiment als Adjutant des II. Bataillons an der Westfront zum Einsatz und erhielt am 24. Dezember 1914 die Beförderung zum Oberleutnant. Für sein Wirken während des Krieges erhielt Lemelsen beide Klassen des Eisernen Kreuzes, das Ritterkreuz des Königlichen Hausordens von Hohenzollern mit Schwertern sowie das Hamburger Hanseatenkreuz.
Am 1. November 1931 wurde Lemelsen zum Oberstleutnant befördert. Der mit dem 1. April 1934 zum Oberst Beförderte übernahm am 10. April 1934 das Artillerie-Lehr-Regiment 1. Am 1. April 1935 wurde er Kommandeur der Kriegsschule in Dresden. Am 1. April 1937 wurde Lemelsen zum Generalmajor ernannt.
Am 1. März 1938 übernahm Lemelsen das Kommando über die 29. Infanterie-Division. Die Beförderung zum Generalleutnant erfolgte am 1. April 1939. Zu Beginn des Zweiten Weltkriegs führte Lemelsen die Division während des Überfalls auf Polen weiter. Dabei kam es zu Kriegsverbrechen, als ihm unterstellte Einheiten circa 250 bis 300 polnische Kriegsgefangene erschossen (siehe Massaker von Ciepielów). Im Westfeldzug führte er zunächst weiter die 29. Infanterie-Division, bevor er am 29. Mai 1940 Kommandeur der 5. Panzer-Division wurde. Am 1. August 1940 stieg er zum General der Artillerie auf (am 4. Juni 1941 umbenannt zu General der Panzertruppe).

### Kommandierender General an der Ostfront
Am 25. November 1940 übernahm Lemelsen als Kommandierender General den Befehl über das neu gebildete XXXXVII. Armeekorps. Dieses bestand im Wesentlichen aus der ebenfalls neu aufgestellten 17. und 18. Panzer-Division sowie aus Lemelsens alter 29. Infanterie-Division (mot.). Das Korps wurde im Mai/Juni 1941 an die Ostgrenze verlegt (Generalgouvernement) und trat unter das Kommando der Panzergruppe 2 unter Generaloberst Heinz Guderian. Ab dem 22. Juni 1941 war Lemelsens Korps am Krieg gegen die Sowjetunion beteiligt.
Lemelsens Verbände bildeten einen Teil des inneren Ringes während der Kesselschlacht bei Białystok und Minsk (22. Juni – 2. Juli 1941), schlossen dann an den Dnepr auf und durchbrachen die Stalin-Linie bei Kopys am 11. Juli. Während der anschließenden Kesselschlacht bei Smolensk (10. Juli – 6. August 1941) waren es wiederum Lemelsens Divisionen, die den südlichen Teil des inneren Ringes bildeten und am 16. Juli Smolensk selbst einnahmen. Ende August/Anfang September 1941 gehörte das XXXXVII. Armeekorps (mot.) ebenfalls zur Kräftegruppierung der Panzergruppe 2, die im Zusammenwirken mit der Panzergruppe 1 die sowjetische »Südwestfront« in der Kesselschlacht bei Kiew aufrieb. Anschließend war das Korps am weiteren Vorstoß nach Osten (→ Doppelschlacht bei Wjasma und Brjansk) beteiligt und erlitt in der Schlacht um Moskau erhebliche Verluste. Für die Erfolge seiner Truppen und deren Führung wurde Lemelsen am 27. Juli 1941 mit dem Ritterkreuz des Eisernen Kreuzes ausgezeichnet.
Allerdings gestaltete sich die Führung der einzelnen Verbände nicht in jeder Hinsicht einfach, vor allem wenn es sich um Fragen der Disziplin gegenüber der russischen Bevölkerung handelte. Bereits am 25. Juni (nur 3 Tage nach Eröffnung des Feldzuges) schrieb Lemelsen in einem Befehl an die ihm unterstellten Truppen: „Ich habe festgestellt, daß in sinnloser Form Erschießungen stattgefunden haben, sowohl von Gefangenen wie von Zivilisten. Der russische Soldat, der in Uniform gefangen genommen wird und tapfer gekämpft hat, hat Anspruch auf ehrenvolle Behandlung.“ Erläuternd fügte er hinzu: „Die Zivilbevölkerung wollen wir vom Joch des Bolschewismus befreien und brauchen ihre Arbeitskraft. [...] Diese Anordnung ändert nichts an dem Befehl des Führers über rücksichtsloses Vorgehen gegen Freischärler und bolschewistische Kommissare.“ Am 30. Juni wiederholte er seine Mahnungen, ohne jedoch bei Verstößen Strafen anzudrohen:

„Trotz meiner Verfügung [...] werden immer wieder Erschießungen von Gefangenen, Überläufern und Deserteuren festgestellt, die in unverantwortlicher, sinnloser und verbrecherischer Weise stattfinden. Das ist Mord! [...] Der Erlaß des Führers befiehlt ein rücksichtsloses Vorgehen gegen den Bolschewismus (politische Kommissare) und jedes Freischärlertum! Einwandfrei als hierzu gehörig festgestellte Leute sind abseits zu führen und ausschließlich auf Befehl eines Offiziers zu erschießen. [...] Der russische Soldat aber, der auf dem Schlachtfeld angetroffen wird und tapfer gekämpft hat, ist kein Freischärler, sondern hat Anspruch auf ehrenvolle, gute Behandlung und Versorgung als Verwundeter [...] Gerade mit der Lüge vom Erschießen der Gefangenen aber hält der Gegner seine Soldaten bei der Truppe [...] Sowohl die scharfen Maßnahmen gegen Freischärler und kämpfende Zivilisten wie die befohlene gute Behandlung von Gefangenen und Deserteuren würden dem deutschen Heere viel Blut sparen.“

Lemelsen zog hier eine eindeutige Linie zwischen der Behandlung von Kommissaren und Partisanen einerseits und gefangenen und/oder verwundeten Rotarmisten andererseits. Diese war allerdings pragmatisch motiviert. Der Historiker Omer Bartov sieht darin den Beleg dafür, dass „sein [Lemelsens] Denken bereits von jener Mischung aus Ideologie und Skrupellosigkeit, ja zynischem Pragmatismus geprägt war, die den Nationalsozialismus kennzeichnete.“ Ergänzend sei bemerkt, dass die Lemelsen unterstellten Divisionskommandeure sehr unterschiedlich agierten. So wurde der »Kommissarbefehl« unter Generalleutnant Hans-Jürgen von Arnim in der 17. Panzer-Division nicht ausgeführt. Bei der 18. Panzer-Division unter Generalleutnant Walther Nehring war hingegen bereits vor dem Angriff auf die Sowjetunion die Weisung ausgegeben worden neben Kommissaren auch verwundete Kriegsgefangene gleich zu erschießen. Heinz Guderian, Lemelsens direkter Vorgesetzter gab später an, den »Kommissarbefehl« weder erhalten noch weitergeleitet zu haben.
Das XXXXVII. Armeekorps (mot.) blieb auch 1942 im vergleichsweise ruhigen Mittelabschnitt der Ostfront und wurde im Juni 1942 in XXXXVII. Panzerkorps umbenannt. Dennoch waren fast alle motorisierten Verbände an die Heeresgruppe Süd abgegeben worden, so dass Lemelsen zum größten Teil Infanterie-Verbände führte. Am 15. Juli 1942 erhielt er das Deutsche Kreuz in Gold. Im Sommer wurde er mit der Durchführung einer großangelegten Aktionen (→ Unternehmen Vogelsang) gegen die sowjetischen Partisanen im Raum Brjansk beauftragt. Nach etwa vier Wochen meldete das XXXXVII. Panzerkorps 1.582 Partisanen als getötet und 519 als gefangen. Außerdem waren 3.249 Männer festgenommen und 12.531 Menschen aus dem Gebiet „evakuiert“ worden. Die deutschen Verluste betrugen 58 Tote und 130 Verwundete. Angesichts dieser Diskrepanz fühlte sich Generaloberst Rudolf Schmidt, als Oberbefehlshaber der 2. Panzerarmee Lemelsens Vorgesetzter, dazu veranlasst, einen scharfen Befehl zu erteilen: „Der Kampf gegen die Partisanen erfordert schonungslose Härte da, wo sie am Platze ist. Ich erwarte aber, dass die Truppe es versteht, Unterschiede zwischen den Partisanen und der im Partisanengebiet teilweise unter starkem Terror lebenden Bevölkerung zu machen. […] Auch im Partisanenkrieg bleiben wir Soldaten und führen nicht den Kampf gegen Frauen und Kinder.“ Dennoch wurde unter Lemelsens Führung im Mai/Juni 1943 erneut eine große Aktion gegen die Partisanen im Raum Brjansk durchgeführt (→ Unternehmen Zigeunerbaron). Insgesamt wurden dabei ohne eigene Verluste 1.584 „Partisanen“ getötet, 1.568 „Gefangene“ gemacht und 15.812 Zivilisten vertrieben.
Erst im Zuge der deutschen Sommeroffensive 1943 gegen den Frontbogen bei Kursk (→ Unternehmen Zitadelle) wurden Lemelsens Panzerkorps wieder mehrere motorisierte Verbände zugeteilt, mit denen er die Speerspitze des nördlichen Angriffs auf Kursk bildete. Diese Divisionen führte er im Juli/August 1943 auch bei der Abwehr der sowjetischen Offensive Orjoler Operation sowie beim Rückzug auf die Panther-Stellung am Dnepr. Für seine Führungsleistung in diesen Kämpfen wurde Lemelsen am 7. September 1943 mit dem Eichenlaub zum Ritterkreuz (294. Verleihung) ausgezeichnet.

### Armee-Oberbefehlshaber
Vom 4. September 1943 bis zum 31. Dezember 1943 war er Oberbefehlshaber der 10. Armee in Italien und wurde am 1. Mai 1944 zum Oberbefehlshaber der 1. Armee in Frankreich ernannt. Kurz vor Beginn der alliierten Invasion, wurde er am 5. Juni 1944 zum Oberbefehlshaber der 14. Armee in Italien und übernahm hier am 26. Oktober 1944 das Kommando über die 10. Armee.
Lemelsen erließ am 3. Juli 1944 für seinen Kommandobereich in Bezug auf die Bekämpfung von Partisanen und damit auch auf italienische Zivilbevölkerung folgenden Befehl:
Ich werde jeden Führer decken, der in der Wahl der Mittel und der Schärfe des Mittels bei der Bekämpfung der Banden über das bei uns übliche Maß hinausgeht. Auch hier gilt der alte Grundsatz, dass ein Fehlgreifen in der Wahl der Mittel, sich durchzusetzen, immer noch besser ist, als Unterlassen und Nachlässigkeit.
Im letzten Kriegsjahr wurde er am 22. Februar 1945 erneut Oberbefehlshaber der 14. Armee in Italien und befehligte sie während der alliierten Schlussoffensive im April 1945. Am 8. Mai 1945 geriet er mit den Resten der 14. Armee in britische Kriegsgefangenschaft, aus der er am 10. April 1948 entlassen wurde.